# 霍華德斯普林斯 (加利福尼亞州)
霍華德斯普林斯（英語：Howard Springs）是位於美國加利福尼亞州萊克縣的一個非建制地區。該地的面積和人口皆未知。

## 地理
霍華德斯普林斯的座標為39°51′30″N 122°40′29″W / 39.85833°N 122.67472°W，而該地的平均海拔高度為660米（即2165英尺）。